# NGC 6729
إن جي سي 6729 (NGC 6729) هو سديم عاكس/إشعاعي في كوكبة الإكليل الجنوبي. وقد اكتشفه منه يوهان فريدريش يوليوس شميت في عام 1861.

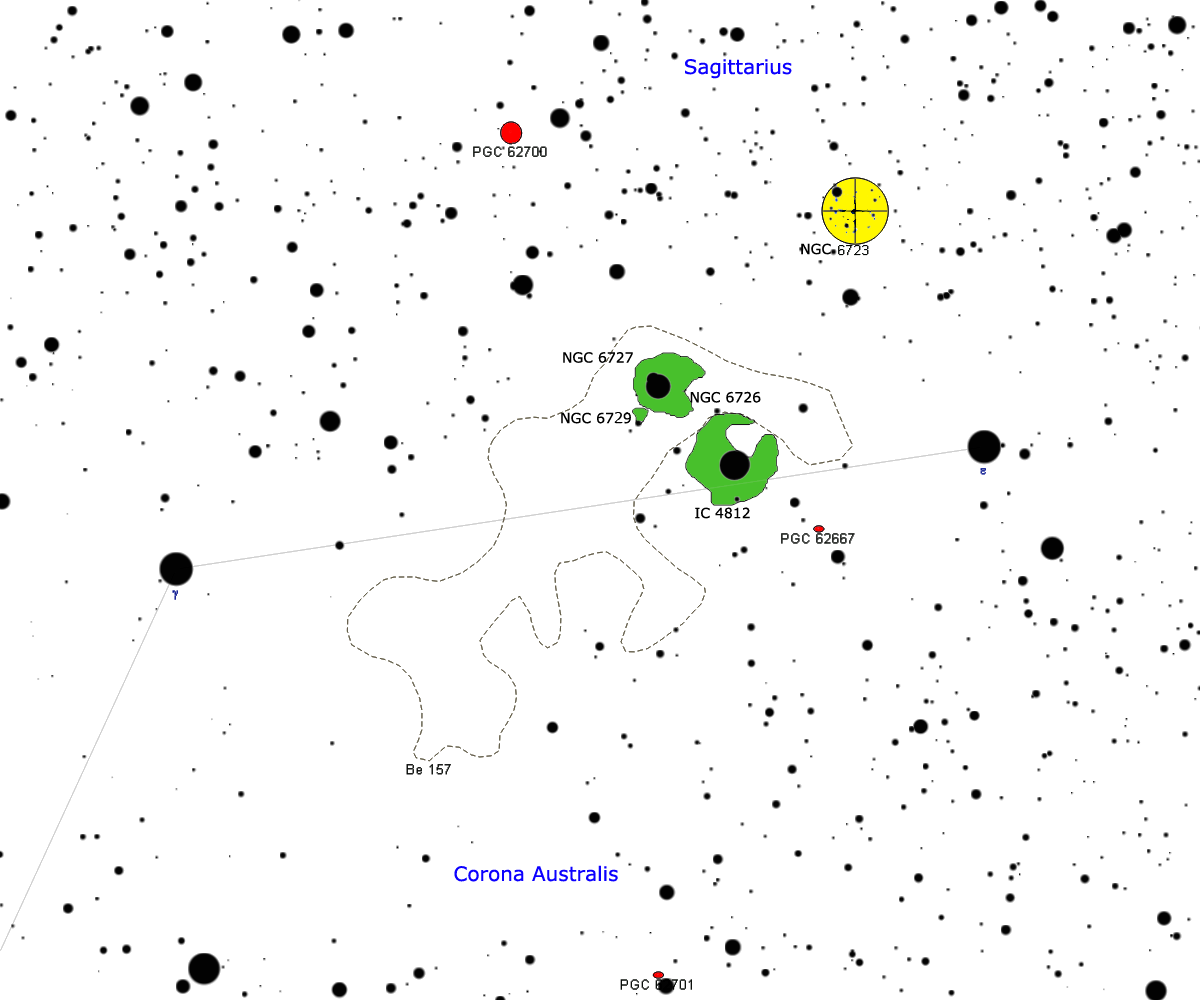
خريطة تبين موقع NGC 6729 (روبرتو مورا)

## وصلات خارجية
- NGC 6729 على موقع ويكي سكاي: DSS2, SDSS, GALEX, IRAS, Hydrogen α, X-Ray, Astrophoto, Sky Map, Articles and images